# Vidlové veže
Vidlové veže jsou tři objekty na Vidlovém hřebeni, který spojuje Lomnický štít s Kežmarským.  

## Věže
- Západná Vidlová veža
- Velká Vidlová věž, nejvyšší štít na hřebeni
- Východná Vidlová veža [1]

## Topografie
Vidlový hřeben začíná jako ostruha z Lomnického štítu v Medené štrbině. Následuje Medený múr, Nižná Medená štrbina, Západná Vidlová věž (2480 m n. m.), hluboce zaříznuté Vidlové sedlo (2413 m n. m.), Veľká Vidlová veža (2522,8 m n. m.), Lieviková štrbina a štíhlá Východná Vidlová veža. Jižní stěny hřebene - asi 180 m - spadají do Cmitera a do Skalnaté doliny, severní do měděné kotliny nad Dolinou Zeleného plesa.  
V některých horolezeckých průvodcích, například od autora Františka Kroutila Vidlové veže vyjadřují pojmenování celého hřebene. Je to zastaralý název, který se neujal. Zažité jsou názvy Vidlový hřeben a další známé tvary Hřeben Vidlových věží, Hřeben vidlí, Vidle. 

## Název
Na mapě Buchholtzovcov jsou Vidlové veže pojmenované jako Cupra (Kopertuyrme) tedy Měděné věže. Mělo to historický základ, neboť v jejich oblasti na severní straně horníci dolovali měděnou rudu a hledali zlato. Jiný, možná pozdější název, měl zřejmě podobu Falkturyme - Věže, na kterých se těží (základ v slovese fal, Faleniu), který se postupně dostal do podoby Folk, dokonce až Forkturyme. Ve středověké němčině slovo fork znamenalo vidličku nebo vidle. 

## Několik zajímavých prvovýstupů
- 1906 Prvovýstup na Východnú Vidlovú věž Z. Klemensiewicz a R. Kordys, IV. Patřila k posledním dobytím věžím Tater.
- 1906 První kompletní přechod hřebene A. Znamięcki a J. Marusarz, IV.
- 1936 Prvovýstup levou částí jižní stěny Východné Vidlové veže, Z. Brull, V. Hudyma, S. Motyka a Š. Zamkovského, V. [2]

Jižními stěnami od Cmitera i severními z Medené lávky vede množství cest do obtížnosti V - VI. 

## Galerie

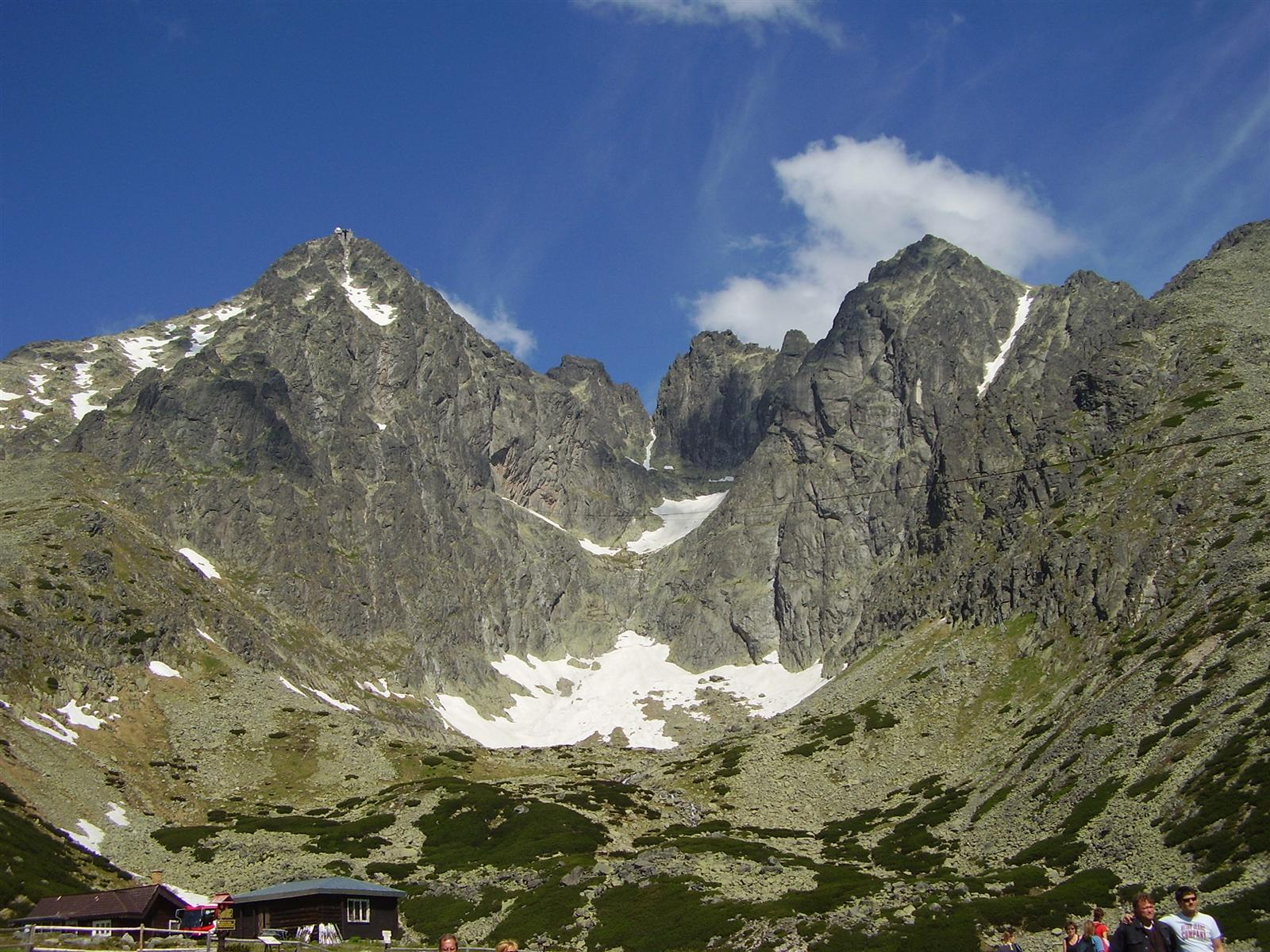
zleva Lomnický štít, Západní, Velká a Východní Vidlová věž, Kežmarský štít
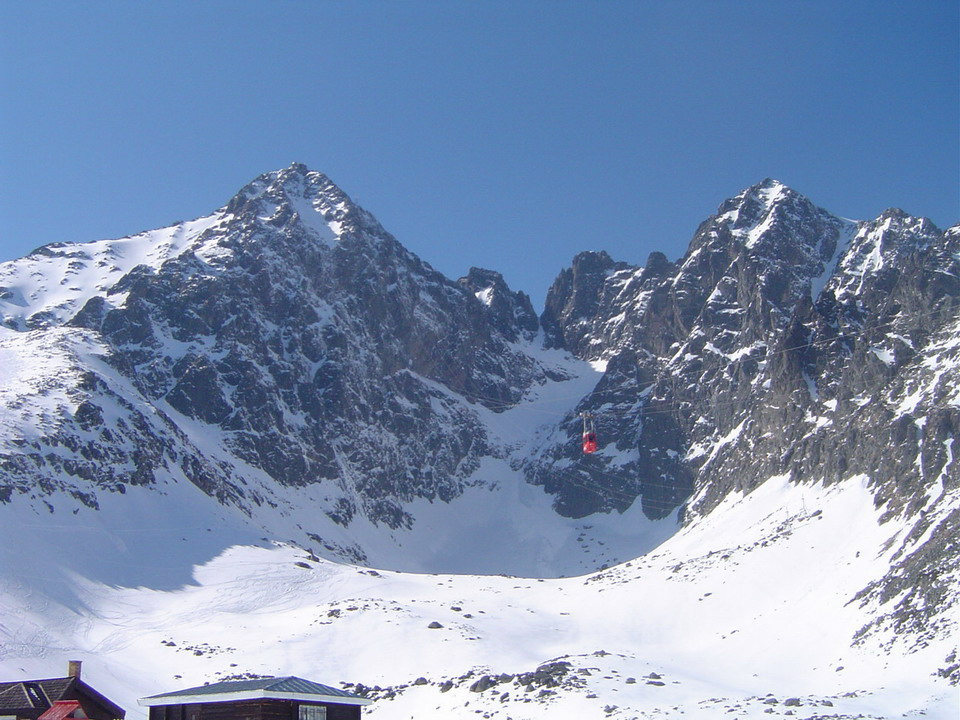
Totéž v zimě
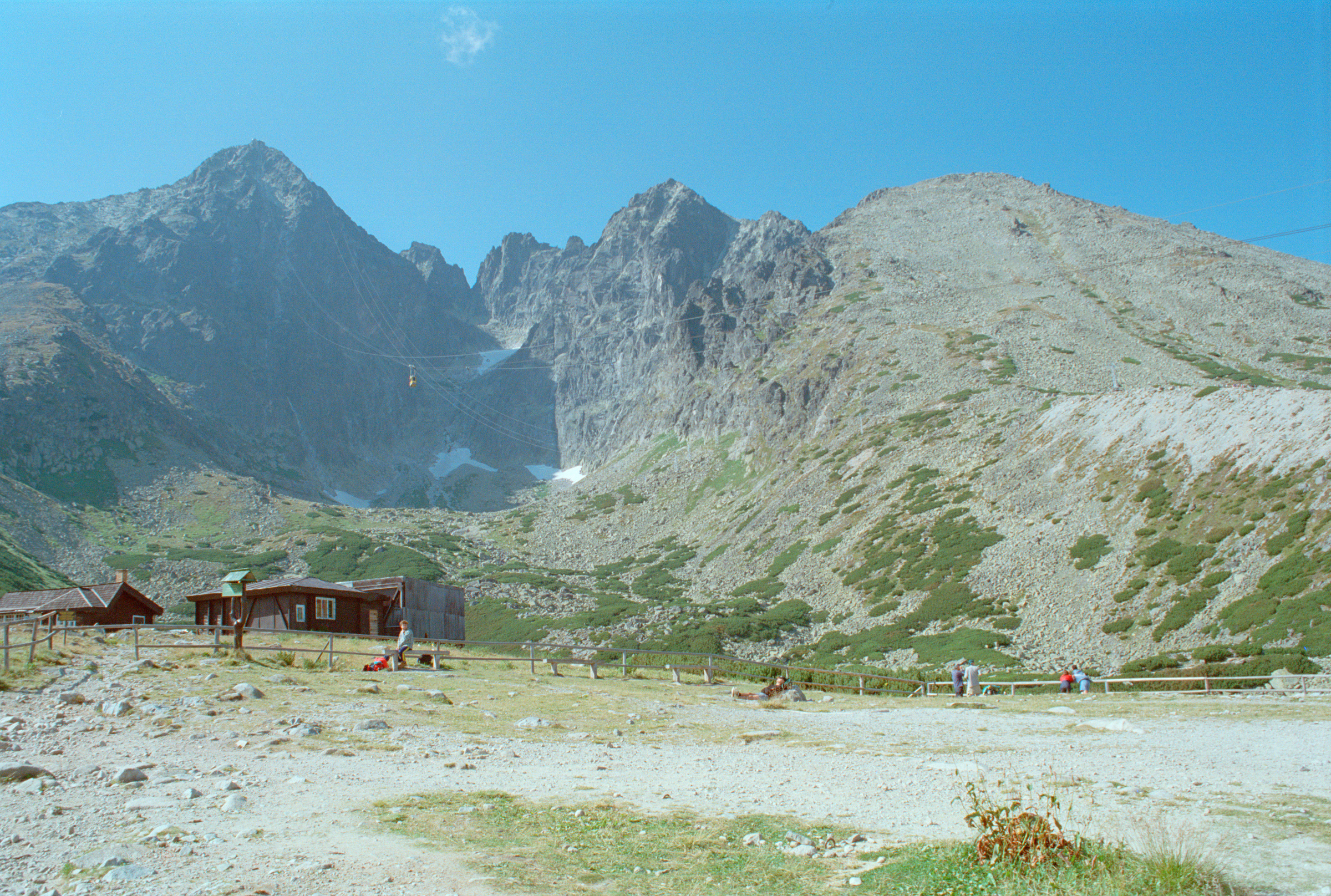
zleva Lomnický štít, Vidlové veže, Kežmarský a Huncovská štít